# Paul Yorck von Wartenburg
Hans Ludwig David Götz Peter Paul Graf Yorck von Wartenburg (26 de enero de 1902, Klein-Öls - 9 de junio de 2002, Neureichenau) fue un miembro de la resistencia contra el nazismo y diplomático alemán.

## Familia
Paul Yorck es el hijo mayor de Heinrich Yorck von Wartenburg y de su esposa Sophie Freiin von Berlichingen. Su bisabuelo es el Generalfeldmarschall Ludwig Yorck von Wartenburg. Tiene como hermano a Peter Yorck von Wartenburg. Paul Yorck se casó el 5 de mayo de 1940 con la actriz Else Eckersberg. En 1950, adopta a su hijastro Alexander Schey von Koromla, nacido de un matrimonio anterior de Else Eckersberg.

## Biografía
Paul Yorck recibió una educación humanista; de niño aprendió latín y griego antiguo. A los 13 años, ingresa en el internado de la escuela de la abadía de Roßleben y estudió después del abitur agronomía, filosofía y derecho en las universidades de Gotinga, Ginebra, Berlín y Bonn.
Después de la muerte de su padre, debe detener sus estudios para ocuparse de sus dominios que acaba de heredar. En mayo de 1932, se adhiere al NSDAP para oponerse a una dictadura militar. Pero después de la toma del poder por los nazis que se apartaron del cristianismo, su opinión quedó aislada. Miembro de la Iglesia Confesante, fue parte de la fraternidad que ayudó a pastores y creyentes de origen judío acosados. Paul Yorck esconde a personas en sus dominios; una familia judía pudo sobrevivir así durante la Segunda Guerra Mundial.
Oficiales de la Wehrmacht, él y su hermano Peter rechazaron hacer el juramento de lealtad a Adolf Hitler. La división de Paul es enviada al frente oriental. En diciembre de 1941, interviene ante el estado mayor del Grupo de Ejércitos Centro para impedir la represión contra la población civil rusa. Después de que sus hermanos Hans (1909-1939) y Heinrich (1915-1942) perecieran en la guerra, Paul es gravemente herido en 1943 y declarado inapto tras una larga hospitalización. De retorno a Klein-Öls, toma contacto con grupos de la resistencia.
Tras el fracaso del complot del 20 de julio de 1944, él, su esposa, su madre, sus cuñadas y sus hermanas solteras Dorothea e Irene sufrieron el Sippenhaft. Las solicitudes de liberación fueron rechazadas por Heinrich Himmler. El 23 de septiembre de 1944, Paul Yorck es enviado a la prisión de Moabit administrada por la Gestapo. El 27 de enero de 1945, es enviado al campo de concentración de Oranienburg-Sachsenhausen al mismo tiempo que otros miembros del complot. Puesto en cuarentena, Paul Yorck sufre fuertes fiebres y es operado de sinusitis por un prisionero holandés y estudiantes de medicina. Tras la invasión del Ejército Rojo, pudo abandonar el campo de concentración el 25 de abril de 1945.
Después de la guerra, es uno de los miembros fundadores de la CDU en Berlín y organiza la Evangelisches Hilfswerk en la zona de ocupación francesa. Es desposeído de sus dominios en Oleśnica Mała. En 1950, se une al Consejo Ecuménico de Iglesias en Ginebra, trabaja en el departamento para la ayuda de los refugiados y víctimas del nazismo, notoriamente Oskar Schindler. En 1953, se une a la Oficina de Asuntos Extranjeros y es destinado al consulado en Lyon que inaugura y en el que permanecerá diez años. En 1964 participa en la creación de un intercambio económico con Rumanía. En septiembre de 1966 se retira.
Se instala con su esposa en Neureichenau.